# Real Ordem Vitoriana
A Real Ordem Vitoriana (em inglês:  Royal Victorian Order) é uma ordem dinástica da cavalaria, reconhecendo um serviço pessoal diferenciado ao Soberano da ordem, atualmente o monarca reinante dos reinos da Commonwealth, qualquer membro de sua família, ou qualquer vice-rei.  Fundada em 1896, tem como sua capela, a Capela da Sabóia. Seu dia oficial é 20 de junho e seu lema é Victoria, aludindo a fundadora da sociedade, a rainha Victoria. Não há limites para o número honrado, e a admissão continua sendo uma prerrogativa pessoal do monarca, com cada um dos cinco graus da organização e uma medalha com três níveis, representando diferentes níveis de serviço. 
A Ordem possui cinco classes, na seguinte classificação:
1. Cavaleiro da Grande Cruz ou Dama da Grande Cruz (GCVO)
2. Cavaleiro Comandante ou Dama Comandante (KCVO ou DCVO)
3. Comandante (CVO)
4. Tenente (LVO)
5. Membro (MVO)

Membros são agraciados por serviços prestados ao soberano. Eram nomeados para a galhardia a receber de acordo com o serviço prestado.
Embora todos os honrados recebam a capacidade de usar os estilos prescritos da ordem - os dois níveis superiores concedem títulos de cavalaria e todos concedem cartas pós-nominais distintas - a precedência da Real Ordem Vitoriana entre outras honrarias difere de reino para reino, e a admissão a algumas honrarias podem ser barradas pelo governo local.
O dia da Ordem é 20 de junho, dia da ascensão ao trono da Rainha Vitória. O mote da Ordem é Victoria. A Ordem é a segunda mais baixa dentro do Sistema de Honras Britânico (em termos de idade e precedência), maior apenas que a Mais Excelente Ordem do Império Britânico.

## Criação

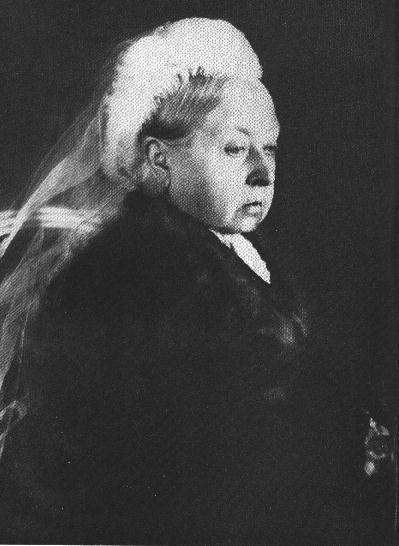
Rainha Victoria, aos 81 anos, quatro anos depois de ter fundado a Real Ordem Vitoriana

Antes do final do século XIX, a maioria das honras gerais do Império Britânico era concedida pelo soberano a conselho de seus ministros britânicos, que às vezes transmitiam conselhos de ministros da Coroa nos Domínios e colônias (nomeações para o então as ordens mais antigas de cavalaria - a Ordem Mais Nobre da Liga e a Ordem Mais Antiga e Mais Nobre do Cardo - foram feitas sob conselho ministerial desde o século 18 e não foram restauradas para o presente pessoal do soberano até 1946 e 1947 , respectivamente ) A rainha Victoria estabeleceu assim, em 21 de abril de 1896, a Real Ordem Vitoriana como uma ordem júnior e pessoal de cavalaria, que lhe permitiu conceder diretamente a uma comunidade do império, honras por serviços pessoais. A organização foi fundada um ano antes do Jubileu de Diamante de Victoria, para dar tempo à rainha para completar uma lista dos primeiros indicados. O dia oficial da ordem era realizado em 20 de junho de cada ano, marcando o aniversário da ascensão da rainha Victoria ao trono.
Em 1902, o rei Eduardo VII do Reino Unido instituiu o Real Colar Vitoriano como uma decoração para membros da nobreza e alguns cidadãos britânicos eminentes, tornando-se assim o grau mais elevado da Real Ordem Vitoriana. Atualmente é uma ordem distinta da ROV, muito embora seja concedida oficialmente por meio da chancelaria da Real Ordem Vitoriana.
Depois de 1931, quando o Estatuto de Westminster surgiu e os Domínios do Império Britânico se tornaram estados independentes, com status igual ao da Grã-Bretanha, a Real Ordem Vitoriana permaneceu uma honra aberta a todos os reinos do rei; assim, como no monarca que o conferiu, a ordem deixou de ser puramente britânica. A ordem também foi aberta a estrangeiros desde a sua criação, sendo o Prefeito dos Alpes Marítimos e o Prefeito de Nice o primeiro a receber a honra em 1896.

## Oficiais e notas
O monarca reinante está no ápice da Ordem Real Vitoriana como seu Soberano, seguido pelo Grão-Mestre; a última posição foi criada em 1937 e foi ocupada pela rainha Elizabeth (mais tarde a mãe-rainha) a partir dessa data até sua morte em 2002. A rainha Elizabeth II nomeou então sua filha, Ana, Princesa Real, para o cargo em 2007. Abaixo do Grão-Mestre estão cinco oficiais da organização: o Chanceler, mantido pelo Lord Chamberlain; o secretário, detido pelo detentor da bolsa e tesoureiro da rainha; o secretário, mantido pelo secretário da chancelaria central das ordens de cavalaria; o Capelão, realizada pelo capelão da capela da rainha da Sabóia; e o genealogista.
Posteriormente, seguem-se os homenageados com diferentes graus da ordem, divididos em cinco níveis - os dois mais altos elogios à cavalaria e todos com cartas pós-nominais - e, finalmente, os detentores da Medalha Real Vitoriana em ouro, prata ou bronze. Estrangeiros podem ser admitidos como membros honorários, não há limites para o número de qualquer série e a promoção é possível. Os estilos de cavalaria não são usados por príncipes, princesas ou colegas nas fileiras mais altas da sociedade, exceto quando seus nomes são escritos em suas formas mais completas para as ocasiões mais oficiais. Reitores aposentados dos Royal Peculiar da Capela de São Jorge no Castelo de Windsor e a Abadia de Westminster costumam ser indicadas como comandantes dos cavaleiros; os clérigos designados para os níveis mais altos da Ordem Real Vitoriana não usam os estilos associados, no entanto, e os membros honorários não têm permissão para mantê-los.
Antes de 1984, os graus de Tenente e Membro eram classificados como Membros (quarta classe) e Membros (quinta classe), respectivamente, mas ambos com os pós-nominais MVO. Em 31 de dezembro daquele ano, a rainha Elizabeth II declarou que os membros do grau de membro (quarta classe) passariam a ser tenentes com o LVO pós-nominal .

## Insígnias e vestimentas

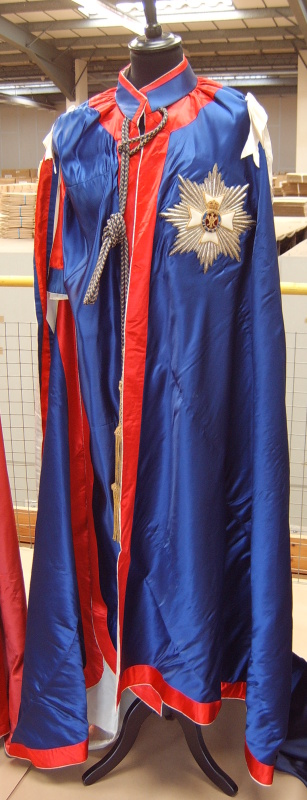
Manto da ordem com a estrela de uma Grande Cruz de Cavaleiro

Após a admissão na Ordem Real Vitoriana, os membros recebem várias insígnias da organização, cada série sendo representada por diferentes emblemas e roupas. Comum a todos os membros é o crachá, que é uma cruz maltesa com um medalhão central representando em fundo vermelho o Royal Cypher da rainha Victoria, cercado por um anel azul com o lema da ordem - VICTORIA - e encimado por uma coroa de Tudor. No entanto, existem variações no crachá para cada série da ordem: Knights and Dames Grand Cross usam o crachá em uma faixa passando do ombro direito para o quadril esquerdo; Os Comandantes Cavaleiros usam o distintivo em uma fita no pescoço; Comandantes, tenentes e membros masculinos usam o distintivo de uma fita no peito esquerdo; e mulheres de todas as séries abaixo da Dame Grand Cross usam o distintivo em um laço preso no ombro esquerdo. Para a Grande Cruz dos Cavaleiros e Damas, Comandantes e Tenentes, a cruz de Malta é processada em esmalte branco com bordas douradas, enquanto a dos Cavaleiros e Damas e Comandante e Membros é em prata. Além disso, o tamanho do emblema varia de acordo com a classificação, sendo que para as classes mais altas é maior, e a Grande Cruz dos Cavaleiros e Damas e o Comandante dos Cavaleiros e Damas têm suas cruzes cercadas por uma estrela: para o primeiro, uma estrela prateada de oito pontas e no segundo, uma cruz maltesa de prata de oito pontas com raios prateados entre cada braço.

Ordem vitoriana real em heráldica

A medalha ostenta a efígie e o nome do soberano reinante no momento da sua concessão, bem como a frase DEI • GRATIA • REGINA (ou REX) • FD (pela graça de Deus, rainha (ou rei), defensora do Faith), e no verso está o Royal Cypher sobre um escudo ornamental dentro de uma coroa de louros. Barras podem ser concedidas a cada classe de medalha por serviços adicionais e, se os destinatários receberem um nível mais alto de medalha ou forem designados para uma nota da própria ordem, eles poderão continuar a usar sua medalha original junto com as novas insígnias.
A fita do pedido é azul com bordas de listras vermelho-branco-vermelho, a única diferença é que, para estrangeiros designados para a sociedade, sua fita ostenta uma faixa branca central adicional. Para Knights Grand Cross, a fita tem 82,5 milímetros de largura, para Dames Grand Cross 57,1 milímetros (2,25 pol.), Para Knights and Dames Commander 44,4 milímetros (1,75 pol.) E para todos os outros membros 31,7 milímetros (1,25 pol.) .
Em eventos formais, ou dias de colarinho , dos quais existem 34 ao longo do ano, como o dia de ano novo e os aniversários reais, Grand Cross de Knights and Dames Grand usa o colar de libré da ordem vitoriana real , consistindo de uma corda alternada de ouro octogonal peças representando uma rosa de ouro em um campo azul e molduras oblongas de ouro, dentro das quais há uma das quatro inscrições: Victoria , Britt. Reg. (Rainha dos Britain), Def. Fid. ( fidei defensor ou defensor da fé) e Ind. Imp. ( Imperatriz da Índia) A corrente suporta um medalhão octogonal maior com uma superfície de esmalte azul com bordas em vermelho e carregada com um saltire , sobre o qual é uma efígie da rainha Victoria; os membros da ordem suspendem deste medalhão suas insígnias como um emblema pendente . Embora após a morte de um cavaleiro ou da Grande Cruz dama suas insígnias possam ser mantidas por sua família, o colar deve ser devolvido. A Grand Cross de Knights and Dames também usa um manto de cetim azul escuro com bordas de cetim vermelho e forrado de cetim branco, exibindo uma representação da estrela da ordem no lado esquerdo.

## Capela

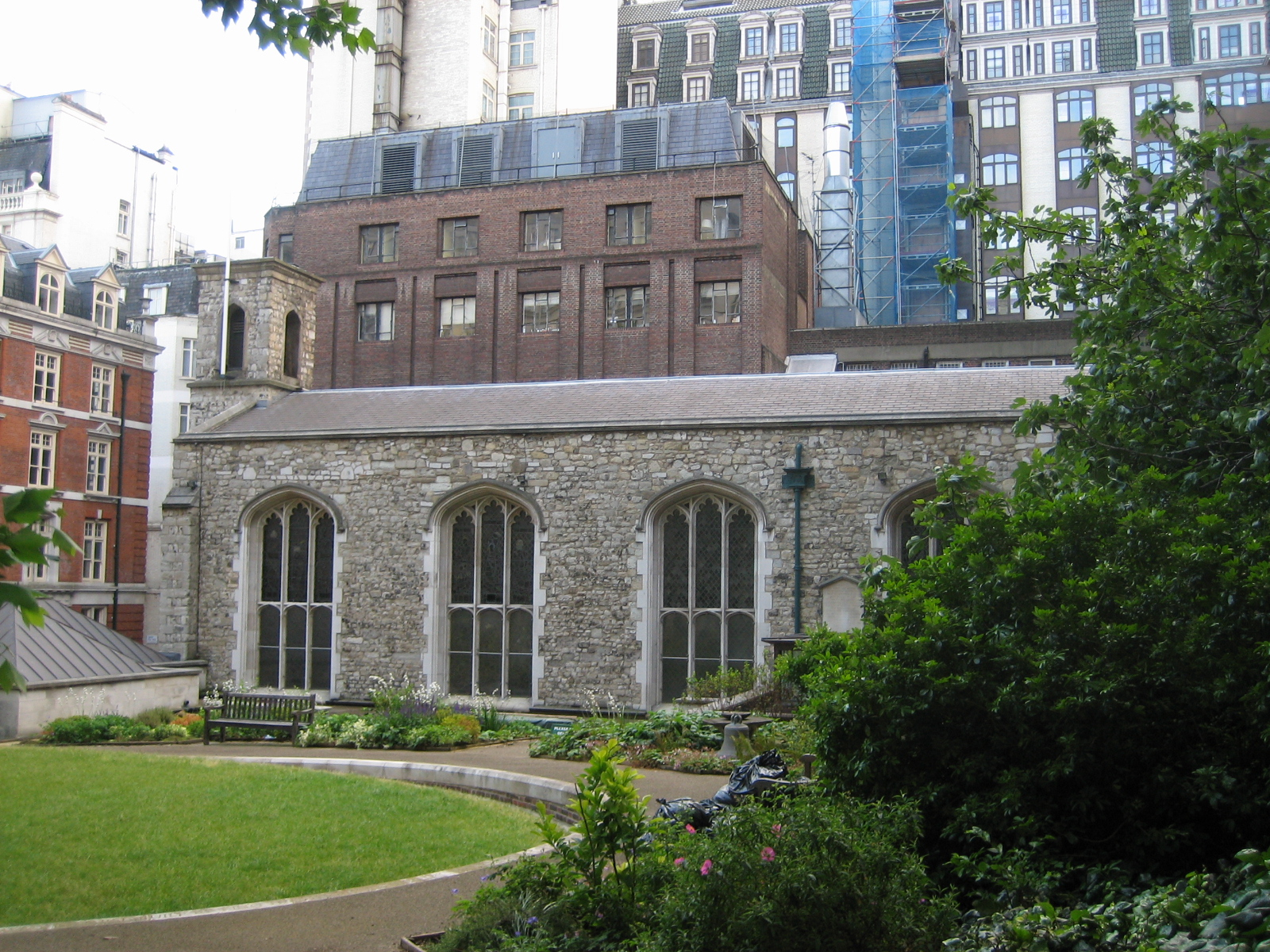
A Capela do Savoy da rainha, que atua como a capela do Royal Victorian Order

Desde 1938, a capela da Ordem Real Vitoriana é a Capela da Sabóia da Rainha, no centro de Londres, Inglaterra. No entanto, a população da ordem cresceu a tal ponto que a capela de Savoy não pode mais acomodar a reunião de membros realizada a cada quatro anos, e a Capela de São Jorge no Castelo de Windsor agora está empregada no evento.
A Grã-Cruz do Soberano e dos Cavaleiros e Damas da ordem são barracas designadas no coro da capela da Sabóia, e nas costas de cada barraca está afixada uma placa de latão exibindo o nome do ocupante, brasão e data de admissão na organização. Após a morte do ocupante, a placa é mantida, deixando as barracas enfeitadas com um registro da Grande Cruz dos Cavaleiros e Damas da ordem desde 1938. Não há espaço suficiente na capela para a exibição de estandartes de cavaleiros e damas e outros dispositivos heráldicos.

## Elegibilidade e nomeação
A filiação à Real Ordem Vitoriana é conferida pelo monarca em exercício, sem aconselhamento ministerial sobre aqueles que prestaram serviço pessoal ao soberano, qualquer membro de sua família ou de seus vice-reis. Todos os cidadãos vivos de qualquer um dos reinos da Commonwealth, incluindo mulheres desde 1936, são elegíveis para qualquer um dos cinco níveis da ordem, exceto os canadenses: como a admissão nos dois níveis superiores da organização prevê um prefixo honorário, os canadenses não são normalmente designado para esses níveis, desde que o monarca aderira à Resolução Nicklede 1919. A nomeação dos canadenses para a ordem foi retomada em 1972 e a elegibilidade foi estendida àqueles que prestam serviços aos representantes da monarca no país. Os nomeados para a ordem tornam-se membros da Royal Victorian Order Association do Canadá. Foi relatado em 2008 que alguns na Chancelaria de Honras em Rideau Hall desejavam eliminar a Real Ordem Vitoriana do sistema de honras canadense e, por vezes contestada quando um canadense foi nomeado; no entanto, nenhuma mudança formal foi planejada. No Canadá, a ordem passou a ser apelidada coloquialmente de "Ordem Real da Visita", já que a maioria das nomeações é feita pelo soberano durante suas turnês pelo país. Da mesma forma, membros estrangeiros geralmente serão admitidos como membros honorários da Real Ordem Vitoriana quando a rainha estiver fazendo uma visita de estado ao país da pessoa ou um chefe de estado estiver fazendo uma visita de estado a um dos reinos da rainha.
Pessoas foram removidas da ordem sob o comando do monarca. Anthony Blunt, um ex-inspetor da Queen's Pictures, foi despojado de seu título de cavaleiro em 1979, depois que foi revelado que ele era um espião. Além disso, William Pottinger, um funcionário público sênior, em 1975 perdeu sua participação na Ordem do Banho e na Ordem Real Vitoriana, quando foi preso por receber corruptos presentes do arquiteto John Poulson.

## Precedência
Como a Real Ordem Vitoriana está aberta aos cidadãos de dezesseis países diferentes, cada um com seu próprio sistema de ordens, condecorações e medalhas, o lugar de precedência da ROV varia de país para país. Alguns são os seguintes:
No Reino Unido, as esposas de membros masculinos de todas as classes também aparecem na ordem de precedência, assim como filhos, filhas e noras de Knights Grand Cross e Knights Commanders; parentes de damas, no entanto, não recebem nenhuma precedência especial. Como regra geral, os indivíduos podem obter precedência de seus pais ou maridos, mas não de suas mães ou esposas.